# Contea di Hot Springs
La contea di Hot Springs (in inglese Hot Springs County) è una contea dello Stato del Wyoming, negli Stati Uniti. La popolazione al censimento del 2000 era di 4 882 abitanti. Il capoluogo di contea è Thermopolis.

## Geografia
La contea di Hot Springs è la più piccola dello Stato. La contea si trova nel sud-ovest del bacino del fiume Bighorn. Il territorio è prevalentemente montuoso, con le Owl Creek Mountains a sud e l'Absaroka Range a ovest. Alcuni affluenti del Bighorn sono Owl Creek, Bridger Creek, Grass Creek e Kirby Creek. Nella contea si trovano diverse sorgenti calde (da cui il nome della contea).
Nella contea si trova l'area protetta della foresta nazionale di Shoshone.
La parte sud della contea è occupata dalla Riserva Wind River.

### Contee confinanti
- Contea di Washakie – nord-est
- Contea di Fremont – sud/sud-ovest
- Contea di Park – nord-ovest/nord

## Storia
La contea fu creata nel 1911 da parti delle contee di Big Horn, Fremont e Park e fu organizzata nel 1913. La contea deve il suo nome alle hot springs (sorgenti calde) che si trovano vicino a Themopolis.

## Comuni

### Towns
- East Thermopolis
- Kirby
- Thermopolis (capoluogo)

### Census-designated places
- Lucerne
- Owl Creek